# Alorton
Alorton és una vila dels Estats Units a l'estat d'Illinois. Segons el cens del 2000 tenia 2.749 habitants.

## Demografia
Segons el cens del 2000, Alorton tenia 2.749 habitants, 886 habitatges, i 670 famílies. La densitat de població era de 596,3 habitants/km².
Dels 886 habitatges en un 45,8% hi vivien nens de menys de 18 anys, en un 23,5% hi vivien parelles casades, en un 46% dones solteres, i en un 24,3% no eren unitats familiars. En el 19,6% dels habitatges hi vivien persones soles el 7,3% de les quals corresponia a persones de 65 anys o més que vivien soles. El nombre mitjà de persones vivint en cada habitatge era de 3,05 i el nombre mitjà de persones que vivien en cada família era de 3,43.
Per edats la població es repartia de la següent manera: un 39,3% tenia menys de 18 anys, un 9% entre 18 i 24, un 27,8% entre 25 i 44, un 15,7% de 45 a 60 i un 8,2% 65 anys o més.
L'edat mediana era de 26 anys. Per cada 100 dones de 18 o més anys hi havia 78,5 homes.
La renda mediana per habitatge era de 17.860 $ i la renda mediana per família de 19.833 $. Els homes tenien una renda mediana de 21.579 $ mentre que les dones 20.188 $. La renda per capita de la població era de 8.777 $. Aproximadament el 41,3% de les famílies i el 47,3% de la població estaven per davall del llindar de pobresa.

## Poblacions properes
El següent diagrama mostra les poblacions més properes.